# Радіаційний, хімічний, біологічний захист
Заходи радіаційного, хімічного та бактеріологічного захисту (застаріла назва — Хімічне забезпечення) — скорочено РХБЗ —складова частина бойового забезпечення військ.
Заходи багатьох видів бойового забезпечення військ часто перетинаються за змістом. Так, наприклад, інженерне забезпечення з одного боку є самостійним комплексом заходів бойового забезпечення, а, — з іншого, — з ним якнайтісніше перетинаються такі комплекси, як захист від ЗМУ, тилове забезпечення, технічне забезпечення.
Так само і РХБЗ, що є предметом цієї статті, тісно пов'язаний із захистом від ЗМУ, інженерним забезпеченням (фортифікаційне обладнання, розвідка джерел водопостачання і забезпечення водою, і сам РХБЗ містить елементи інших видів (специфічна РХБ-розвідка, маскування димами й аерозолями, тощо).

## Захист від зброї масового ураження (ЗМУ)
Захист від зброї масового ураження (ЗМУ) є видом бойового забезпечення і здійснюється з метою максимального послаблення поразки підрозділів ядерною, хімічною та бактеріологічною (біологічною) зброєю противника, збереження боєздатності особового складу та успішного виконання поставлених ним завдань.
Захист від зброї масового ураження організовується в повному обсязі при веденні будь-якого бою чи заходів по бойовому застосуванню спеціальних військ і включає
- інженерне обладнання займаного вихідного положення;
- використання захисних і маскувальних властивостей місцевості і військової техніки;
- попередження особового складу встановленими сигналами про безпосередню загрозу і початок застосування противником ЗМУ,
- сповіщення про радіоактивне, хімічне та бактеріологічне (біологічне) зараження;
- проведення протиепідемічних санітарно-гігієнічних і спеціальних профілактичних медичних заходів;
- забезпечення безпеки і захисту особового складу при діях у зонах зараження, районах руйнувань, пожеж і затоплень;
- ліквідацію наслідків застосування противником ЗМУ.

### Інженерне обладнання
Інженерне обладнання вихідного положення полягає в пристрої відкритих і перекритих щілин, окопів, траншей, ходів сполучення, бліндажів для особового складу, окопів і укриттів для озброєння і військової техніки.
Черговість інженерного обладнання встановлюється командиром підрозділу, і воно повинно починатися негайно з прибуттям підрозділу в призначений район. Найпростіші фортифікаційні споруди (окопи, щілини, траншеї, ходи сполучення) обладнуються силами самих підрозділів, не чекаючи прибуття підрозділів інженерних військ.
Для захисту особового складу
Перекриття щілини колодами, хмизом, обвалування її ґрунтом, камінням — значно знижують вражаючу дію ударної хвилі, світлового випромінювання, проникаючої радіації ядерних вибухів, радіоактивного випромінювання від зараженої місцевості, а також захищають від прямого зараження краплями і аерозолями отруйних речовин.
З метою підвищення ефективності захисту від нейтронного випромінювання перекриття щілин зволожуються. Для підвищення стійкості найпростіших фортифікаційних споруд доцільно у всіх випадках, коли є час і матеріали, робити одяг крутостей.
Щілини влаштовуються з розрахунку одна щілина на відділення, екіпаж (розрахунок). Для захисту особового складу від ударної хвилі вхід в перекриту щілину необхідно закривати щитом з дощок, матами з хмизу і т. П. У всіх випадках щілини необхідно обладнати там, де більшу частину часу перебуває особовий склад, щоб можна було їх швидко зайняти по сигналу попередження про загрозу й початку застосування противником ЗМУ і за сигналами оповіщення.
Для захисту ОВТ
Для захисту озброєння і військової техніки головним чином від дії ударної хвилі ядерного вибуху влаштовуються окопи і укриття. Для захисту та відпочинку екіпажів (розрахунків) необхідно обладнати перекриті щілини, які повинні розташовуватися в крутості (на дні) окопу або не далі 20-30 м від нього.

### Використання захисних і маскувальних властивостей місцевості і військової техніки
Використання захисних і маскувальних властивостей місцевості і військової техніки послаблює вплив вражаючих факторів зброї масового знищення противника на особовий склад, озброєння, військову техніку та матеріальні засоби.
Підрозділи при виконанні завдань, на марші і при розташуванні на місці повинні вміло використовувати лісові масиви, рельєф місцевості, штучні підземні виробки, печери та інші природні укриття.
Рухливі, особливо броньовані, об'єкти значно послаблюють вплив ударної хвилі, проникаючої радіації і радіоактивного опромінення, надійно оберігають особовий склад від поразки світловим випромінюванням і крапельно-рідкими ОВ, а обладнані системами ЗЗМУ — і від ураження радіоактивними речовинами, парами і аерозолями ОР і бактеріальними (біологічними) засобами.

### Попередження особового складу про безпосередню загрозу і початок застосування противником ЗМУ
Попередження особового складу про безпосередню загрозу і початок застосування противником ЗМУ, а також оповіщення про радіоактивне, хімічне та бактеріологічне (біологічне) зараження здійснюються єдиними і постійно діючими сигналами, встановленими старшим командиром, які доводяться до всього особового складу (завжди записуються у Плані бойового застосування; витяги є в сумках командирів всіх рівнів від сержанта і вище).
З отриманням сигналу попередження особовий склад продовжує виконувати поставлені завдання і переводить засоби захисту в положення «напоготові».
При завдаванні противником ядерного удару особовий склад по спалаху вибуху вживає заходів захисту: при знаходженні в бойових машинах — закриває люки, двері, бійниці, жалюзі і включає систему ЗЗМУ; при знаходженні у відкритих машинах — має швидко пригнутися, а при розташуванні поза машин — швидко зайняти наявні поблизу укриття або лягти на землю головою у бік, протилежний вибуху. Після проходження ударної хвилі особовий склад за потреби надягає засоби захисту як за сигналом Радіаційна тривога, а якщо працює система ФВУ,— продовжує виконувати поставлені завдання без засобів захисту.
За сигналами оповіщення про радіоактивне, хімічне та бактеріологічному (біологічному) зараження особовий склад, який діє в пішому порядку або на відкритих машинах, не припиняючи виконання поставлених завдань, негайно одягає засоби індивідуального захисту, при знаходженні в закритих рухомих об'єктах, не обладнаних системою ЗЗМУ, — тільки респіратори (протигази), а в об'єктах, обладнаних даною системою, закриває люки, двері, бійниці, жалюзі і включає цю систему. Особистий склад, що в притулках, включає систему колективного захисту. За сигналом «Радіаційна небезпека» особовий склад надягає респіратори (протигази), за сигналом «Хімічна тривога» — протигази.

### Проведення протиепідемічних, санітарно-гігієнічних і спеціальних профілактичних медичних заходів
Проведення протиепідемічних, санітарно-гігієнічних і спеціальних профілактичних медичних заходів досягається суворим виконанням встановлених гігієнічних вимог при розміщенні та харчуванні особового складу, а також дотриманням правил особистої та громадської гігієни, вмілим і своєчасним застосуванням протирадіаційних препаратів, що підвищують стійкість організму до іонізуючих випромінювань, і антидотів, що підвищують його стійкість до впливу ОР.
Протирадіаційні препарати використовуються тільки за розпорядженням старшого командира (начальника), а антидоти застосовуються особовим складом самостійно при появі первинних ознак ураження ОР (або за розпорядженням командира підрозділу).

### Забезпечення безпеки та захисту особового складу при діях у зонах зараження
Забезпечення безпеки та захисту особового складу при діях у зонах зараження, районах руйнувань, пожеж і затоплень досягається:
- своєчасним і вмілим використанням засобів індивідуального та колективного захисту, захисних властивостей озброєння і військової техніки та місцевості,
- протирадіаційних препаратів, антидотів та фортифікаційних споруд;
- суворим дотриманням встановлених вимог безпеки особовим складом на зараженій місцевості.

При діях у зонах радіоактивного зараження в суху погоду в пішому порядку або на відкритих машинах особовий склад надягає респіратори чи (протигази), захисні плащі, панчохи і рукавички, в зонах хімічного та бактеріологічної (біологічної) зараження — протигази, захисні плащі, панчохи і рукавички. Особовий склад, що знаходиться у закритих рухомих об'єктах, не обладнаних системою ЗЗМУ, одягає лише респіратори (протигази), а в об'єктах, обладнаних даною системою, — закриває люки, двері, бійниці, жалюзі і включає цю систему.
У сиру погоду при діях у зоні радіоактивного зараження в пішому порядку особовий склад надягає лише засоби захисту шкіри. При ліквідації наслідків застосування противником ЗМУ проводяться рятувальні роботи, надання першої медичної допомоги ураженим, вивезення (винесення) їх із зон заражения, дозиметричний і хімічний контроль, локалізація і гасіння пожеж, спеціальна обробка.

### Перша допомога пораненим і ураженим
Перша допомога пораненим і ураженим виявляється в порядку само- і взаємодопомоги в осередках ураження і полягає в надяганні протигазів, введенні антидотів, обробці відкритих ділянок тіла і обмундирування індивідуальним протихімічним пакетом.
В інтересах захисту особового складу від ЗМУ командир, отримавши завдання, повинен вивчити місцевість, її захисні та маскуючі властивості. У бойовому наказі він вказує сигнали попередження про безпосередню загрозу і початок застосування противником ЗМУ, сигнали оповіщення про радіоактивне, хімічне, бактеріологічне (біологічне) зараження і Порядок дій за ними.

## Завдання радіаційного, хімічного та бактеріологічного захисту (хімічного забезпечення)
Завданнями радіаційного, хімічного та бактеріологічного захисту (РХБЗ) є
- Виявлення та оцінка РХБ обстановки (Радіаційна, хімічна і бактеріологічна розвідка);
- Своєчасне і вміле використання засобів індивідуального та колективного захисту;
- Дозиметричний і хімічний контроль;
- Ліквідація наслідків РХБ зараження (проведення дезактивації, дегазації, дезінфекції, дератизації, тощо); себто, спеціальну обробку;
- Підтримання безпеки підрозділів в умовах РХБ зараження;
- Маскування (зниження помітності підрозділів і об'єктів) за допомогою аерозолів.

## Мета і зміст РХБЗ
Радіаційний, хімічний, біологічний захист (стара назва комплексу заходів — Хімічне забезпечення) організується з метою створення своїм військам необхідних умов для виконання поставленого перед ними завдання в обстановці радіоактивного, хімічного і бактеріологічного (біологічного) зараження, а також з метою маскування своїх дій димами і аерозолями.

### Радіаційна, хімічна та неспецифічна бактеріологічна (біологічна) розвідка
Радіаційна, хімічна та неспецифічна бактеріологічна (біологічна) розвідка організовується для отримання даних про радіаційну та хімічну обстановку і ведеться з використанням приладів радіаційної та хімічної розвідки (РХР) і візуально.

### Використання засобів захисту
Своєчасне і вміле використання засобів індивідуального та колективного захисту досягається
- постійним контролем їх наявності та справності;
- завчасною підготовкою і тренуваннями особового складу в користуванні цими засобами в різній обстановці[2];
- правильним визначенням часу переведення засобів індивідуального захисту в «бойове» положення і їх зняття;
- визначенням режиму і умов експлуатації систем захисту від ЗМУ, озброєння і військової техніки та порядку використання об'єктів, оснащених фільтровентиляційними пристроями.

### Дозиметричний і хімічний контроль
Дозиметричний і хімічний контроль здійснюється для визначення боєздатності особового складу і необхідності проведення спеціальної обробки. Він проводиться шляхом використання військових вимірювачів доз (дозиметрів) та приладів радіаційної і хімічної розвідки (РХР).

### Спеціальна обробка (дегазація, дезактивація, дезінфекція, дезінсекція, дератизація, тощо)
Спеціальна обробка полягає у проведенні дегазації, дезактивації і дезінфекції озброєння і військової техніки, боєприпасів та інших матеріальних засобів при зараженні їх отруйними, радіоактивними речовинами і бактеріальними (біологічними) засобами, а при необхідності — і санітарної обробки особового складу. Спеціальна обробка може бути частковою і повною. Часткова спеціальна обробка проводиться, як правило, без припинення виконання бойового завдання, повна — після її виконання.

Часткова спеціальна обробка включає часткову дегазацію, дезактивацію і дезінфекцію озброєння та військової техніки, а при необхідності і часткову санітарну обробку особового складу.
Часткова спеціальна обробка проводиться під керівництвом командира взводу (відділення, екіпажу) при зараженні ОР негайно, а якщо в момент зараження особовий склад знаходився у протигазах і засобах захисту шкіри, а також при зараженні радіоактивними речовинами і бактеріальними (біологічними) засобами — після виходу з зони зараження в зазначеному командиром місці.
- При тривалому перебуванні на зараженій місцевості часткова спеціальна обробка може проводитись і в зоні зараження.
- При зараженні отруйними речовинами і біологічними засобами оброблюються ті частини і поверхні озброєння і військової техніки, з якими особовий склад стикається в ході виконання бойового завдання.
- При зараженні радіоактивними речовинами обробляється вся забруднена поверхня.
- Індивідуальна зброю і предмети невеликого розміру у всіх випадках обробляються повністю.
- Часткова санітарна обробка особового складу полягає у видаленні радіоактивних речовин (змиванні водою спеціальними розчинами під тиском), знешкодження та видалення отруйних речовин і біологічних препаратів з відкритих ділянок шкіри, а також засобів індивідуального захисту, обмундирування, спорядження і взуття.

Часткову спеціальну обробку підрозділи проводять власними силами із застосуванням комплектів, виданих їх в індивідуальне користування. Техніка обробляється штатними засобами, що знаходяться в комплекті.
При необхідності повної спеціальної обробки, вона організується підрозділами військ РХБЗ. Для цього підрозділи виводяться в незабруднені райони. В спеціально відведених місцях особовий склад лишає зброю, екіпіровку, знімає індивідуальні засоби захисту, після чого проводить коротку часткову спецобробку і роздягається, лишаючи взуття і одяг також в відведених місцях для їх збору і спецобробки. Після цього особовий склад проходить санітарну обробку (миється в лазні, здає необхідні аналізи на ступінь зараження), отримує нові (оброблені) одяг і взуття. Далі приймається рішення про необхідність лікувальних заходів чи придатність до подальшого застосування.

#### Застосовувані скорочення
- ТДП— танковий дегазаційний прилад (для дегазації та дезактивації бронетехніки)
- ІДК-1 — індивідуальний дегазаційний комплект (для дегазації та дезактивації малої автомобільної техніки: типу автомобілів УАЗ, КАвЗ, ГАЗ-66))
- ДК-4 чи ДК-5 — деказаційний комплект ОВТ на базі вантажних автомобілів підвищеної прохідності (як ЗіЛ-131, Урал-375, Урал-4320, КамАЗ-4310, тощо); може йти на кожну машину, або на групу машин (наприклад, радіостанція Р-135, чотири машини; 1 ДП йде на передавальну + антенну машину, окремо на приймальний центр, окремо на станцію електроживлення, бо вона може придаватися іншому центру електроживлення)
- ІПП — індивідуальний протихімічний пакет; існують ІПП-8, ІПП-9, ІПП-10, ІПП-11; застосовуються для індивідуальної дегазації відкритих ділянок шкіри і частин одягу, що прилягають до шкіри (комір, манжети, обшлаги, тощо)
- ДПП — дегазуючий пакет порошковий, для дегазації одягу; сухими пакетами із сумішшю по контисенції як крохмаль слід «обплескати» свій одяг і допомогти товаришеві
- ІДПС-69 — має в комплекті два види, — ІДП-1 (10 штук) з рецептурою РДА для дегазації зброї (від іприту, зоману, VX); ДПС-1 (теж 10 штук) для дегазації обмундирування . При дегазації зброї застосовується поліетиленова щіточка, що є в комплекті, і промокальний папір.

### Застосування димів і аерозолів
Застосування димів і аерозолів здійснюється з метою протидії засобам розвідки і наведення зброї противника, прикриття своїх дій, а також для захисту від світлового випромінювання ядерних вибухів і лазерної зброї. Дими і аерозолі застосовуються з використанням штатних димових машин, димових шашок і гранат.